# Nathalie Kosciusko-Morizet
Nathalie Kosciusko-Morizet (biệt danh NKM; sinh 14 tháng 5 năm 1973 tại Paris) là một nữ chính khách người Pháp. Bà từng làm bộ trưởng Bộ Môi trường, Phát triển bền vững, Giao thông và Nhà ở từ ngày 14 tháng 12 năm 2010. Đến tháng 2 năm 2012, bà được Nicolas Sarkozy chọn làm người phát ngôn trong chiến dịch tranh cử tổng thống năm 2012 của ông. Để thực hiện nhiệm vụ mới, bà từ chức bộ trưởng. Bà từng là nghị sĩ các khoá 12, 13 và hiện tại là nghị sĩ khoá 14 (2012-2017) của Pháp, đại biểu của đảng UMP và của tỉnh Essonne.